# Катастрофа Ан-10 під Гаграми
Катастрофа Ан-10 під Гаграми — велика авіаційна катастрофа, що сталася у суботу 28 липня 1962 року неподалік від села Оріхове (Арасаху) в Гагрському районі (Абхазька АРСР, Грузинської РСР).
Пасажирський літак Ан-10А Львівського авіазагону (Аерофлот) виконував пасажирський рейс зі Львова до Сочі, коли при заході на посадку до сочинського аеропорту Адлер значно відхилився на південь і врізався в гору. Загинули всі 81 особа, що перебувала на борту.

## Літак
Ан-10А з бортовим номером 11186 (заводський — 0402003, серійний — 20-03) був випущений Воронезьким авіазаводом 8 березня 1960 року, а 2 липня переданий Головному управлінню цивільного повітряного флоту, яке направило його до 88 авіазагіну Українського управління ЦПФ. На момент катастрофи літак мав 1358 годин нальоту і 1059 посадок.

## Катастрофа
Літаком керував екіпаж з 88-го авіазагону у складі командира Бориса Мертяшева, другого пілота Володимира Сергєєва, штурмана Григорія Каравая, бортмеханіка Василя Козирєва і бортрадиста Петра Шмигаля. У салоні працювали стюардеси Іванна Наконечна та Діна Добровольська. О 14:37 Ан-10 з 74 пасажирами на борту вилетів з Сімферополя і після набору висоти зайняв ешелон 6000 метрів.
О 15:06, увійшовши до зони аеропорту Адлер, екіпаж отримав дозвіл спускатися до 1200 метрів. О 15:29 екіпаж зв'язався з диспетчерською вишкою і отримав вказівку, що посадка буде здійснюватися з боку гір з магнітним курсом 240°, а також зведення про погоду: західний вітер 3-4 м/с, тиск 756 мм. рт. ст. Але при цьому диспетчер не доповів екіпажу, про те, що гори довкола аеропорту, закриті хмарами висотою 600 метрів. Після того, як Ан-10 пролетів ДПРМ, було дано дозвіл знижуватися до 500 метрів. О 15:37 екіпаж доповів, що вони знизилися до вказаної висоти і розгортаються на курс 240°. Тоді диспетчер наказав їм із збереженням висоти вийти до третього розвороту, після чого лягти на курс 60°. О 15:39 пілоти доповіли, що вийшли на курс 60°, після чого керування польотом взяв керівник польотів (РП).
Екіпажу двічі було передано про відліт від аеропорту і азимут (22 кілометри 50°, потім 21 кілометр 120°), але при цьому диспетчер, бачачи по радару, що літак вже біля берега і летить до гір, наказав екіпажу змінити курс вліво всього на 20°, тоді як було потрібно не менше 60°. Через пару хвилин о 15:41, пролітаючи в хмарах над територією Абхазької АРСР на висоті 500 метрів над рівнем моря, Ан-10 за 21 кілометр від аеропорту Адлер і за 4 кілометри від моря врізався в гору висотою 700 метрів. Від удару авіалайнер вибухнув, і всі, хто знаходився на його борту 7 членів екіпажу та 74 пасажири загинули.

## Відомі пасажири
- Натан Аронович Явлінський — фізик, основоположник термоядерних установок токамак.
- Володимир Владиславович Василевич — український хоровий диригент, педагог.

## Причини
Причиною катастрофи став цілий ряд порушень:
- незадовільна організація керівництва польотом літака, виражена в порушенні встановленої схеми заходу на посадку в аеропорт курсом 240° з боку гір;
- сама схема заходу на посадку, за якою діяли диспетчери, була створена заступником начальника аеропорту по руху і не затверджена у ГУ ЦПФ;
- недостатня підготовка екіпажу для польоту в аеропорт Адлер, через що пілоти точно виконували вказівки диспетчера, що і призвело до потрапляння літака в хмари і в подальшому до зіткнення з горою;
- в районі заходу літаків з боку гір було незадовільно організовано спостереження за закриттям гір хмарами.

Після катастрофи посадка з боку гір була заборонена. В даний час заходження на посадку в аеропорту Адлер здійснюється виключно з боку моря.